# Habitatge al carrer del Raval, 12 (Suterranya)
L'Habitatge al carrer del Raval, 12 és un edifici de Tremp (Pallars Jussà) protegit com a Bé Cultural d'Interès Local.

## Descripció
Es tracta d'un habitatge unifamiliar que ocupa una parcel·la aproximadament quadrangular, en la qual s'identifiquen diferents cossos construïts al voltant d'un pati descobert. Les principals estructures estan disposades en forma d'L. El cos paral·lel al carrer Raval presenta planta baixa, dos pisos i golfes. Sobre la llinda de la porta d'accés figura una inscripció de pedra en la que es llegeix "Casa de José Lledòs, dia 2 de mayo de 1846". Destaca especialment el coronament, amb una barana d'obra construïda a base de pilars que suporten ondulacions; també hi ha un rellotge de sol.
La façana lateral destaca per la decoració pictòrica que imita emmarcaments de pedra al voltant de les obertures, i per les cornises de pedra presents en cadascuna de les plantes